# بين بارد
بين بارد (بالإنجليزية: Ben Bard)‏ هو ممثل أمريكي، ولد في 26 يناير 1893 في ميلواكي في الولايات المتحدة، وتوفي في 17 مايو 1974 في لوس أنجلوس في الولايات المتحدة بسبب مرض.

## أعمال

### أفلام
- (1927) السماء السابعة

## وصلات خارجية
- بين بارد على موقع IMDb (الإنجليزية)
- بين بارد على موقع أول موفي (الإنجليزية)
- بين بارد على موقع قاعدة بيانات برودواي على الإنترنت (الإنجليزية)
- بين بارد على موقع ديسكوغز (الإنجليزية)
- بين بارد على موقع قاعدة بيانات الفيلم (الإنجليزية)